# Olympische Sommerspiele 1948/Teilnehmer (Iran)
| Gelbes Symbol für Goldmedaillen mit stilisierten Olympischen Ringen | Graues Symbol für Silbermedaillen mit stilisierten Olympischen Ringen | Braundes Symbol für Bronzemedaillen mit stilisierten Olympischen Ringen |
| ------------------------------------------------------------------- | --------------------------------------------------------------------- | ----------------------------------------------------------------------- |
| —                                                                   | —                                                                     | 1                                                                       |

Die Olympischen Sommerspiele 1948 in London waren die zweiten Sommerspiele mit iranischer Beteiligung. Die iranische Mannschaft umfasste 35 Athleten (nur Männer), die in fünf der neunzehn ausgetragenen Sportarten antraten und den 36. Rang im Medaillenspiegel erreichten.
Der Fahnenträger bei der Eröffnungsfeier war Mostafa Baharmast.
Der Gewichtheber Mohammad Jafar Salmasi gewann die allererste und bei diesen Spielen einzige Medaille Irans: Bronze im Federgewicht.
Der jüngste iranische Athlet war der Boxer Emmanuel Agassi (17 Jahre, 226 Tage), der Vater des späteren Tennis-Superstars Andre Agassi. Ältester iranischer Sportler war der Gewichtheber Asadollah Mihani Tehrani (30 Jahre, 82 Tage).

## Medaillen

### Bronze
- Mohammad Jafar Salmasi – Gewichtheben,  Federgewicht (-60 kg)

## Ergebnisse nach Sportart

### Basketball

#### Team
| - Kazem Ashtari - Asghar Ehsasi - Fereydoun Esfandiari - Hossein Hashemi | - Hossein Jabbarzadegan - Hossein Karandish - Farhang Mohtadi - Houshang Rafatjah | - Fereydoun Sadeghi - Ziaoddin Shadman - Abolfazl Solbi - Hossein Sorouri - Hossein Saoudipour | - Kazem Rahbari (Cheftrainer) |

#### Vorrundengruppe A (Männer)
| Spiel | Begegnung           | Ergebnis | Rang |
| ----- | ------------------- | -------- | ---- |
| 1.    | Frankreich vs. Iran | 62:30    |      |
| 2.    | Iran vs. Irland     | 49:22    |      |
| 3.    | Mexiko vs. Iran     | 68:27    |      |
| 4.    | Kuba vs. Iran       | 63:30    |      |
| .     | Endstand            | 136:219  | 5.   |

- Platzierungsspiel 9. bis 16. – Unterlag Kanada, 81:25
- Platzierungsspiel 13. bis 16. – Besiegte Ungarn, Walkover (Ungarn trat nicht an)
- Platzierungsspiel 13. bis 14. – Unterlag Kuba, 70:36

### Boxen

#### Fliegengewicht (-51 kg)
- Ghassem Rassaeli – ausgeschieden
  - 1. Runde – Unterlag Hermanus Corman aus den Niederlanden nach Punkten

#### Bantamgewicht (-54 kg)
- Emmanuel Agassi – ausgeschieden
  - 1. Runde – Unterlag Alvaro Vicente Demenech aus Spanien nach Punkten

#### Federgewicht (-58 kg)
- Jamshid Fani – ausgeschieden
  - 1. Runde – Unterlag Armand Savoie aus Kanada, disqualifiziert

#### Leichtgewicht (-62 kg)
- Masoud Rahimiha – ausgeschieden
  - 1. Runde – Unterlag Manuel Lopez aus Argentinien nach Punkten

#### Weltergewicht (-67 kg)
- George Issabeg – ausgeschieden
  - 1. Runde – Unterlag Alessandro D’Ottavio aus Italien nach Punkten

#### Mittelgewicht (-73 kg)
- Hossein Tousi – ausgeschieden
  - 1. Runde – Unterlag Tore Karlsson aus Schweden nach Punkten
  - 2. Runde – Unterlag Michael McKeon aus Irland nach Punkten

#### Halbschwergewicht (-80 kg)
- Eskandar Shora Ossipoff – ausgeschieden
  - 1. Runde – Freilos
  - 2. Runde – Unterlag Giacomo di Segni aus Italien nach Punkten

#### Schwergewicht (+80 kg)
- Mohammad Jamshidabadi – ausgeschieden
  - 1. Runde – Freilos
  - 2. Runde – Unterlag Gunnar Nilsson aus Schweden, disqualifiziert

### Gewichtheben
| Gewichtsklasse               | Name                     | Endergebnis | Rang      |
| ---------------------------- | ------------------------ | ----------- | --------- |
| Bantamgewicht (-56 kg)       | Mahmoud Namdjou          | 287,5 kg    | 5.        |
| Federgewicht (-60 kg)        | Mohammad Jafar Salmasi   | 312,5 kg    | 3.        |
| Leichtgewicht (-67,5 kg)     | Asadollah Mihani Tehrani | 295 kg      | 19.       |
| Mittelgewicht (-75 kg)       | Naser Mirghavami         | 327,5 kg    | 13. Platz |
| Halbschwergewicht (-82,5 kg) | Rasoul Raeisi            | 355 kg      | 8. Platz  |

### Ringen

#### Fliegengewicht (-52 kg) –Freistil
- Mansour Raeisi – 4. Platz
  - 1. Runde – Unterlag Billy Jernigan aus USA nach Punkten
  - 2. Runde – Besiegte Bert Harris aus Australien
  - 3. Runde – Besiegte Kha-Shaba Jadav aus Indien
  - 4. Runde – Unterlag Halit Balamir aus Türkei nach Punkten

#### Federgewicht (-62 kg) –Freistil
- Hassan Saadian – ausgeschieden
  - 1. Runde – Unterlag Gazanfer Bilge aus Türkei
  - 2. Runde – Besiegte Hal Moore aus USA nach Punkten
  - 3. Runde – Unterlag Ferenc Tóth aus Ungarn nach Punkten

#### Leichtgewicht (-67 kg) –Freistil
- Ali Ghaffari – ausgeschieden
  - 1. Runde – Unterlag Anthony Ries aus Südafrika nach Punkten
  - 2. Runde – Besiegte Kim Suk-Young aus Südkorea
  - 3. Runde – Unterlag William Koll aus USA

#### Weltergewicht (-73 kg) –Freistil
- Abbas Zandi – ausgeschieden
  - 1. Runde – Besiegte Eduardo Estrada Ojeda aus Mexiko
  - 2. Runde – Unterlag Yaşar Doğu aus Türkei
  - 3. Runde – Unterlag Jean-Baptiste Leclerc aus Frankreich nach Punkten

#### Mittelgewicht (-79 kg) –Freistil
- Abbas Hariri – ausgeschieden
  - 1. Runde – Unterlag Glen Brand aus USA nach Punkten
  - 2. Runde – nicht angetreten

#### Halbschwergewicht (-87 kg) –Freistil
- Mansour Mirghavami – ausgeschieden
  - 1. Runde – Unterlag Patrick Morton aus Südafrika nach Punkten
  - 2. Runde – Unterlag József Tarányi aus Ungarn nach Punkten

#### Schwergewicht (+87 kg) –Freistil
- Abolghasem Sakhdari – 5. Platz
  - 1. Runde – Freilos
  - 2. Runde – Unterlag Dick Hutton aus USA nach Punkten
  - 3. Runde – Unterlag Bertil Antonsson aus Schweden

### Schießen

#### Freies Gewehr Dreistellungskampf – 300 Meter
- Samad Mollazal – 660 Punkte, 34. Platz
- Mahmoud Sakhaei – 587 Punkte, 35. Platz
- Farhang Khosropanah – 472 Punkte, 36. Platz

#### Kleinkaliber liegend – 50 Meter
- Mahmoud Sakhaei – 552 Punkte, 67. Platz
- Farhang Khosropanah – 545 Punkte, 69. Platz
- Samad Mollazal – 511 Punkte, 71. Platz